# إدغار براون
إدغار براون (بالألمانية: Edgar Braun)‏ هو ضابط ألماني، ولد في 9 يونيو 1939 في Molbitz ‏ في ألمانيا.